# Goreauiella auriculata
Goreauiella auriculata är en svampdjursart som beskrevs av Hartman 1969. Goreauiella auriculata ingår i släktet Goreauiella och familjen Astroscleridae.
Artens utbredningsområde är havet kring Jamaica. Inga underarter finns listade i Catalogue of Life.